# Astragalus hispidus
Astragalus hispidus es una especie de planta del género Astragalus, de la familia de las leguminosas, orden Fabales.

## Distribución
Astragalus hispidus se distribuye por Líbano y Siria.

## Taxonomía
Fue descrita científicamente por Labill. Fue publicada en  Icon. Pl. Syr. 1: 18 (1791).